# Tuomiokirkonpuisto (Tampere)
Pour les articles homonymes, voir Tuomiokirkonpuisto.
Le parc de la cathédrale (en finnois : Tuomiokirkonpuisto)  est un parc du quartier de Jussinkylä à  Tampere en Finlande.

## Présentation
Le parc de la cathédrale est une zone verte entourant la cathédrale de Tampere.
Elle est située dans le centre de Tampere dans l'îlot délimité par les rues Rautatienkatu, Satakunnankatu, Tuomiokirkonkatu et Siukolankatu.
Le parc conçu par le jardinier de la ville Onni Karsten est achevé en 1912. 
Le parc couvre une superficie de 1,15 hectare,
Le paysage du parc et tout le quartier de Jussinkylä sont dominés par une église conçue par l'architecte Lars Sonck et construite entre 1902 et 1907,
Selon la direction des musées de Finlande, l’église est l'un des principaux monuments de l'architecture romantique nationale finlandaise.
Le parc de l'église représente également le nationalisme romantique et l'urbanisme Art nouveau,.